# Momentum (TobyMac)
Momentum è il primo album discografico in studio del cantante christian rap statunitense TobyMac, pubblicato nel 2001.

## Tracce
1. Get This Party Started – 2:24 (Toby McKeehan, Pete Stewart, Michael-Anthony Taylor)
2. What's Goin' Down – 3:42 (McKeehan, Stewart, Stephen Stills)
3. Irene – 4:12 (McKeehan, George Crawford, Jeff Savage)
4. Toby's Mac (Interlude) – 0:45
5. J Train (featuring Kirk Franklin) – 3:27 (McKeehan, Randy Crawford, Savage)
6. Do You Know – 3:55 (McKeehan, Taylor)
7. Tru-Dog (Interlude) – 1:06
8. Momentum – 3:23 (McKeehan, Stewart, Taylor)
9. Yours – 3:52 (McKeehan, Stewart)
10. The Quiet Storm (Interlude) – 0:34
11. Wonderin' Why – 3:42 (McKeehan, Taylor)
12. Somebody's Watching – 3:15 (McKeehan, Taylor)
13. Triple Skinny (Interlude) – 0:32
14. Love is in the House – 5:18 (McKeehan, Stewart)
15. Extreme Days – 3:40 (McKeehan, Jamie Rowe, Taylor)
16. Don't Bring Me Down (Interlude) – 2:02
17. In The Air – 4:02 (McKeehan)
18. Afterword (Interlude) – 1:02